# Permitidos (película de 2016)
Permitidos es una comedia romántica argentina, dirigida por Ariel Winograd y estrenada en agosto de 2016. Fue escrita por Julián Loyola,  Gabriel Korenfeld y Jonathan Kleiman sobre una idea del segundo, y dirigida por Ariel Winograd. La misma está protagonizada por Lali Espósito y Martín Piroyansky.

## Sinopsis
Una persona que tiene su permitido tiene la oportunidad de entablar una relación con un famoso con el consentimiento de su pareja. Camila y Mateo, casi a modo de juego, ponen en práctica el concepto. Pero cuando Mateo realmente conoce a su permitida, se desata el conflicto en la pareja, el cual se torna más complicado aún, cuando Camila conoce a su propio permitido.

## Reparto
- Lali Espósito como Camila.
- Martín Piroyansky como Mateo.
- Liz Solari como Zoe Del Río.
- Benjamín Vicuña como Joaquín Campos.
- Guillermo Arengo como Antonio Boecchi.
- Maruja Bustamante como Soledad.
- Ana Pauls como Paula.
- Gastón Cocchiarale como Rama.
- Chang Sung Kim como Jefe.
- Abel Ayala como El Kun.
- Pablo Rago como Médico.
- Miriam Odorico como Mamá de Mateo.
- Laura Laprida como amiga de Zoe del Río
- Luis Sagasti como Haller

## Recepción

### Crítica
La película recibió críticas favorables a mixtas. Santiago García, del sitio Leer Cine, alabó la dirección de Ariel Winograd comentando que su progreso, película tras película, lo ha convertido en un "experto" en el género de la comedia. Además menciona que, con la película, el cine argentino incursiona con éxito en la screwball comedy, que combina lo mejor del cine de Hollywood y de la Edad de Oro del cine argentino. A su vez Emiliano Basile, del portal Escribiendo Cine, le da una calificación de 8/10, destacando el "antes y después de la comedia romántica argentina" que supone la película. Asegura que la cinta toma la catarsis femenina de Un novio para mi mujer, los personajes sin inocencia de Relatos salvajes y el asunto de la imagen mediática de Me casé con un boludo, combinándolos de manera "eficaz". Mientras tanto Diego Álvarez, del sitio Cuatro Bastardos, le dio a la película puntaje perfecto, destacando la dirección de Winograd y las actuaciones de Piroyansky, al cual evalúa como "impecable", y Espósito, añadiendo que la actriz es la revelación actoral y que su actuación "seguramente quedará en los registros del cine nacional".
Por su parte, el crítico Gaspar Zimerman, del diario Clarín, calificó a la película como regular y criticó su desenlace, al que catalogó como "flojo".

## Home Video
El 2 de noviembre de 2016, la editora argentina Transeuropa lanzó en DVD la película. Trae audio español 5.1, subtítulos en español y pantalla 16:9. Tiene de material incluido el trailer del cine, bloopers durante la filmación, making of, semanarios de la película, audiocomentario del director, escenas eliminadas y los clips musicales “Cumbia del Permitido” y “Rata de dos patas”.

## Estrenos
| País      | Fecha                   | Distribuidor                        | Ref           |
| --------- | ----------------------- | ----------------------------------- | ------------- |
| Argentina | 4 de agosto de 2016     | Buena Vista                         | [ 9 ]         |
| Uruguay   | 18 de agosto de 2016    | Buena Vista                         | [ 10 ]        |
| Paraguay  | 25 de agosto de 2016    | Filmagicpy                          |               |
| Perú      | 3 de noviembre de 2016  | Delta Films Perú                    | [ 11 ]        |
| Bolivia   | 1 de diciembre de 2016  | Distrifilms                         | [ 12 ]        |
| Ecuador   | 23 de diciembre de 2016 | Walt Disney Studios Motion Pictures | [ 13 ]        |
| Israel    | 9 de marzo de 2017      | United King Films                   | [ 14 ] [ 15 ] |